# Raketaka
Raketaka (Antananarivo, 1824-1866) foi uma princesa malgaxe e mãe da rainha Ranavalona III. 

## Biografia
Raketaka nasceu em agosto de 1824, sendo filha do rei Radama I e de uma de suas esposas, a princesa Radalimo de Sankalava.  Antes de seu nascimento foi decidido que ela se casaria com seu primo Rakotobe, o herdeiro presuntivo de Radama I, sendo Raketaka destinada como rainha. 
Após a morte de Radama I houve uma crise sucessória no país, já que muitos grupos do parlamento apoiavam distintos pretendentes. Ao final de tudo, a rainha Ramavo ascendeu ao trono como Ranavalona I, madrasta de Raketaka.  Ranavalona ordenou que muitos pretendentes ao trono e seus apoiadores fossem executados, entre eles dois soldados que declararam apoio á Raketaka. Muitos filhos, sobrinhos e parentes do falecido rei Radama foram mortos, apenas Raketaka foi poupada por ter ancestralidade sankalava. 
Raketaka se casou com seu primo Andriantsimianatra com quem teve nove filhos, entre elas a princesa Razafindrahety, que se tornou a rainha Ranavalona III em 1883, a última soberana do Reino de Madagascar. Sua ancestralidade foi fatos importante para a ascensão de Ranavalona.  Outra filha de Raketaka foi Rasendranoro, confidente de sua irmã rainha durante seu reinado. Outros descendentes de Raketaka se espalharam por toda Madagascar ou na França. 
Raketaka faleceu em 1866 e foi enterrada em Ampasanimalo. 